# Triaenomontia nigra
Triaenomontia nigra is een hooiwagen uit de familie Triaenonychidae.